# 百济神州

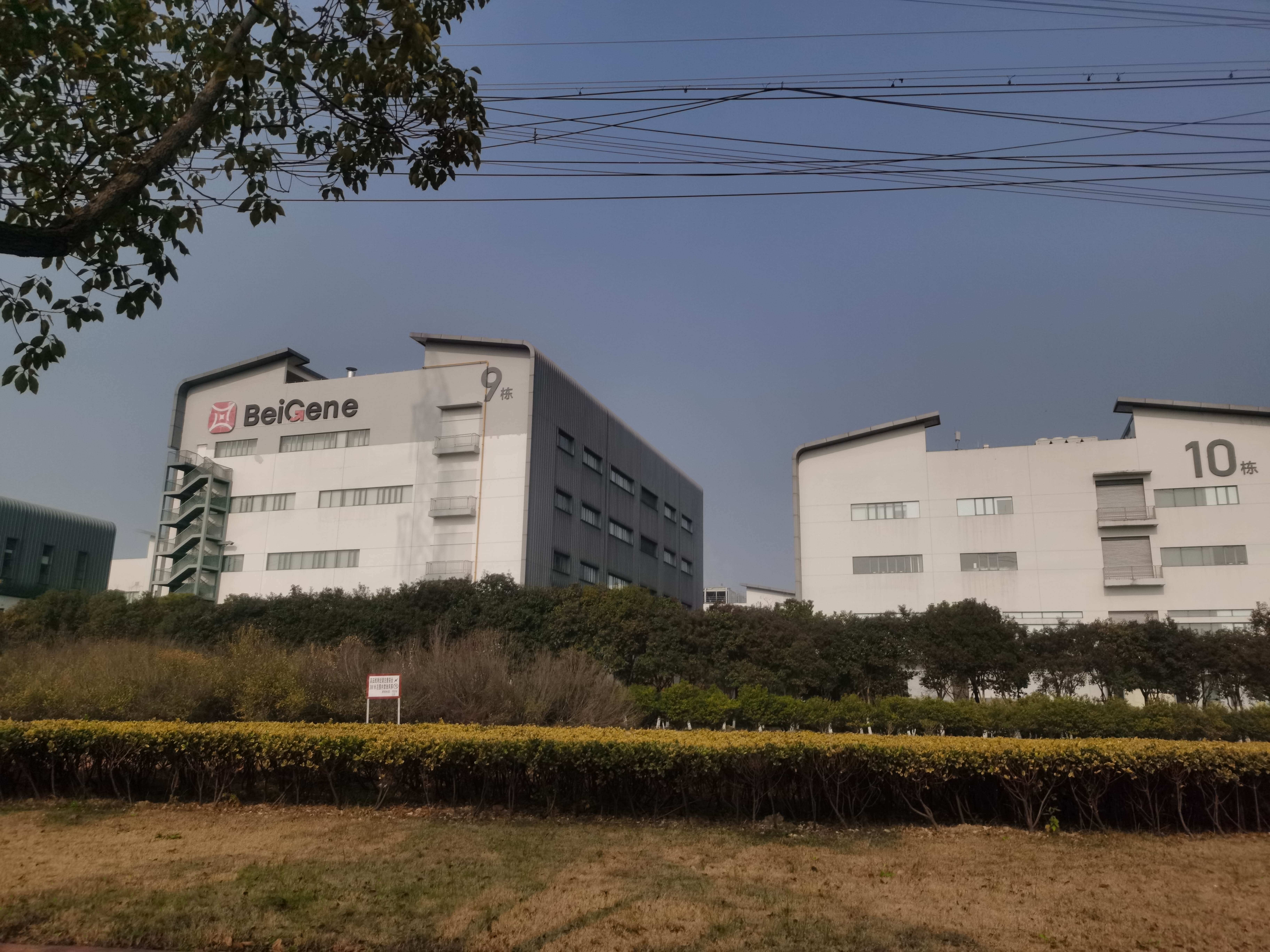
百济神州位于苏州工业园区桑田岛生物产业园的办公大楼

百济神州有限公司（英語：BeiGene Ltd.；NASDAQ：BGNE；港交所：6160；上交所：688235，简称：百济神州）是一家全球生物技术公司。

## 历史
2010年10月28日由欧雷强和王晓东成立，2011年建立研发中心。2013年与勃林格殷格翰合作生产，2016年与康泰伦特合作生产。同年在纳斯达克交易所挂牌上市，首次公开募股1.82亿美元。2017年7月与赛尔基因达成战略合作。2018年8月8日在香港交易所挂牌上市。
2019年11月15日, 公布首款自主研發抗癌新藥實現突破，用於治療成年套細胞淋巴瘤患者的BRUKINSA(澤布替尼)獲美國食品藥品監督管理局批准上市。
2019年11月1日安進以每股13.45美元（約等於105.42港元），合共27億美元（約210億港元），認購百濟神州配發新股，佔百濟神州擴大後的已發行股本之20.5%。

## 产品
主要产品包括Zanubrutinib（BGB-3111），Tislelizumab（BGB-A317）和Pamiparib（BGB-290）等。